# Kortárs Magyar Dráma-díj
A Kortárs Magyar Dráma-díj évente kiosztott irodalmi díj, melyet az aktuális év legjobb kortárs, kritikus hangvételű, közéleti témájú, történelmi múltat feldolgozó és azzal szembenéző színpadi műveknek ítélnek oda. A díjat Örkény István özvegye, Radnóti Zsuzsa alapította. Örkény István munkássága és szelleme döntő hatással van a díjra, ezért a Tóték című drámája ősbemutatójának időpontjában, február 24-én tartják a díjátadót.
A díjról kuratórium dönt, amelynek elnöke Radnóti Zsuzsa, további tagjai Lőkös Ildikó dramaturg, Csizmadia Tibor rendező, Németh Gábor író, Nánay István színikritikus.
„Amikor átvettem a Kossuth-díjat, már akkor bejelentettem, hogy a díjjal járó juttatásból alapítványt hozok létre annak kapcsán, amely a fél évszázados munkámat végigkísérte: olyan kortárs drámákat, színpadi írásműveket díjazunk, amelyek közéleti tartalmúak, kritikus hangvételűek; tehát történelmi múltunk eddig kibeszéletlen, fájdalmas eseményeiről beszélnek. Vagy olyanok, amelyek kendőzetlenül szólnak a minket körülvevő jelenkori magyar valóságról, és képesek arra, hogy fontos és érzékeny társadalmi jelenségeket fogalmazzanak meg a nagy nyilvánosság erőterében”.

## Díjazottak

### 2019
- Závada Pál, Mohácsi István és Mohácsi János: Egy piaci nap[4]
- Kelemen Kristóf: Megfigyelők

### 2020
- Török-Illyés Orsolya és Hajdu Szabolcs: Obiectiva Theodora
- Schwechtje Mihály: Az örökség
- Székely Csaba: 10

### 2021
- Garaczi László: Veszteg[5]
- Spiró György: Sajnálatos események

### 2022
- Márton László: Bátor csikó[6]
- Barabás Olga és Sebestyén Aba, Bódi Attila: Lázadni veletek akartam
- Dömötör András és Bíró Bence: Káli holtak

### 2023
- Székely Csaba: Mária országa[7]
- Darvasi László - Darvasi Áron, Dézsi Fruzsina, Fabacsovics Lili, Háy János, Kovács Dominik - Kovács Viktor, Márton László, O. Horváth Sári, Szálinger Balázs, Terék Anna, Zalán Tibor: Karaffa

### 2024
- Pintér Béla író, színész, rendező, társulatvezető
- Horváth János Antal, a Becsapódás című előadás témaválasztásáért, szövegéért, közösségi színházcsinálásáért és a Loupe Színházi Társulás létrehozásáért[8]

### 2025
- Jánossy Lajos és Máté Gábor, Jánossy Lajos Örök hely és mindenhol idő című regényének Itt élet című színpadi adaptációjáért[9]
- Solt Róbert, Fullajtár Andrea és Borgula András vehette át A Tíz hónap Babilon-ügy című előadás szövegkönyvéért, Galló Olga memoárkötetének dramatizálásáért és megvalósításáért